# Diócesis de Mweka
La diócesis de Mweka (en latín: Dioecesis Mvekaënsis y en francés: Diocèse de Mweka) es una circunscripción eclesiástica de la Iglesia católica en la República Democrática del Congo. Se trata de una diócesis latina, sufragánea de la arquidiócesis de Kananga. Desde el 18 de febrero de 2017 su obispo es Oscar Nkolo Kanowa, de la Congregación del Inmaculado Corazón de María.

## Territorio y organización
La diócesis tiene 21 700 km² y extiende su jurisdicción sobre los fieles católicos de rito latino residentes en el territorio de Luiza y parte de los de Kazumba y de Dibaya de la provincia de Kasai Central.
La sede de la diócesis se encuentra en la ciudad de Mweka, en donde se halla la Catedral de San Martín.
En 2021 en la diócesis existían 15 parroquias.

## Historia
La prefectura apostólica de Mweka fue erigida el 24 de marzo de 1953 con la bula Quae verba del papa Pío XII, obteniendo el territorio del vicariato apostólico de Luluabourg (hoy arquidiócesis de Kananga).
El 29 de septiembre de 1964 la prefectura apostólica fue elevada a diócesis con la bula Sanctorum mater del papa Pablo VI.
El 24 de agosto de 1972 cedió una parte de su territorio a la arquidiócesis de Kananga siguiendo el decreto Cum Excellentissimus de la Congregación para la Evangelización de los Pueblos.

## Estadísticas
Según el Anuario Pontificio 2022 la arquidiócesis tenía a fines de 2021 un total de 436 700 fieles bautizados.
| Año                                                                             | Población            | Población | Población      | Sacerdotes | Sacerdotes    | Sacerdotes    | Bautizados por sacerdote | Diáconos permanentes | Religiosos | Religiosos | Parroquias |
| Año                                                                             | Bautizados católicos | Total     | % de católicos | Total      | Clero secular | Clero regular | Bautizados por sacerdote | Diáconos permanentes | Varones    | Mujeres    | Parroquias |
| ------------------------------------------------------------------------------- | -------------------- | --------- | -------------- | ---------- | ------------- | ------------- | ------------------------ | -------------------- | ---------- | ---------- | ---------- |
| 1970                                                                            | 50 079               | 242 332   | 20.7           | 18         |               | 18            | 2782                     |                      | 29         | 13         |            |
| 1980                                                                            | 62 200               | 251 000   | 24.8           | 12         | 1             | 11            | 5183                     |                      | 17         | 12         |            |
| 1990                                                                            | 150 000              | 350 000   | 42.9           | 20         | 9             | 11            | 7500                     |                      | 14         | 10         | 9          |
| 1997                                                                            | 195 000              | 450 000   | 43.3           | 31         | 18            | 13            | 6290                     |                      | 17         | 6          | 11         |
| 2000                                                                            | 190 000              | 400 000   | 47.5           | 34         | 23            | 11            | 5588                     |                      | 16         | 4          | 12         |
| 2001                                                                            | 196 500              | 420 000   | 46.8           | 32         | 21            | 11            | 6140                     |                      | 17         | 4          | 12         |
| 2013                                                                            | 336 445              | 807 000   | 41.7           | 40         | 29            | 11            | 8411                     |                      | 21         | 13         | 14         |
| 2016                                                                            | 365 000              | 873 000   | 41.8           | 38         | 27            | 11            | 9605                     |                      | 21         | 11         | 14         |
| 2019                                                                            | 400 960              | 998 744   | 40.1           | 47         | 37            | 10            | 8531                     |                      | 20         | 13         | 15         |
| 2021                                                                            | 436 700              | 1 063 680 | 41.1           | 46         | 34            | 12            | 9493                     |                      | 14         | 14         | 15         |
| Fuente: Catholic-Hierarchy, que a su vez toma los datos del Anuario Pontificio. |                      |           |                |            |               |               |                          |                      |            |            |            |

## Episcopologio
- Marcel Evariste Van Rengen, C.I. † (11 de enero de 1957-15 de marzo de 1988 falleció)[nota 1]
- Gérard Mulumba Kalemba † (19 de enero de 1989-18 de febrero de 2017 retirado)
- Oscar Nkolo Kanowa, C.I.C.M., desde el 18 de febrero de 2017